# Neuroleon (Neuroleon) deceptor
Neuroleon (Neuroleon) deceptor is een insect uit de familie van de mierenleeuwen (Myrmeleontidae), die tot de orde netvleugeligen (Neuroptera) behoort. 
Neuroleon (Neuroleon) deceptor is voor het eerst wetenschappelijk beschreven door Navás in 1915.